# Фирешти (Валча)
Фирешти (рум. Firești) насеље је у Румунији у округу Валча у општини Бунешти. Oпштина се налази на надморској висини од 289 m.

## Становништво
Према подацима из 2002. године у насељу је живело 393 становника, од којих су сви румунске националности.